# Toblerone
Тоблероне је врста чоколаде коју производи концерн „Монделез интернешнел“ (енгл. Mondelēz International, Inc.) бивши „Крафт фудс“ (енгл. Kraft Foods), који је 1990. преузео власништво над носиоцем ове робне марке, фирмом „Јакобс Сишар“.
Ова чоколада се истиче својим препознатљивим паковањем, јединственим укусом, обликом тростране призме и заступљеношћу у бесцаринским продавницама широм света.

## Карактеристични облик
Уобичајено је веровање да је инспирацију за троугласти пресек ове чоколаду Теодору Тоблеру (фр. Theodor Tobler) дала троугласта силуета врха Матерхорн у Швајцарским алпима. Међутим, према речима Теодорових синова, троугласти облик потиче од облика пирамиде коју су својим телима сачиниле играчице у финалу тачке у Фоли Бержеру (фр. Folies Bergères) коју је Теодор једном видео.

## Настанак и рани развој
Тоблероне су осмислили Теодор Тоблер и Емил Бауман у Берну, Швајцарска 1908. Они су развили јединствену млечну чоколаду са лешником, бадемом и медом, препознатљивог дугуљастог калупа троугластог пресека. Име производа представља кованицу сачињену од Тоблеровог имена и италијанске речи „тороне“ — назива за једну врсту посластице од лешника. Симбол медведа сакривеног у планини Матерхорн представља град из кога потиче ова чоколада.
Теодор је поднео патентни захтев за процес производње чоколаде у Берну 1906. Тоблероне је регистрована као заштићена робна марка од 1909. у Савезном институту за интелектуалну својину у Берну.

## Фирма Тоблер данас
Фирма „Тоблер“ је остала независна дуги низ година да би се 1970. сјединила са фирмом Сишар (фр. Suchard), произвођачем чоколаде „Милка“, и створила концерн Интерфуд (енгл. Interfood). Уједињење са произвођачем кафе Јакобс 1982. године, довело је до стварања концерна „Јакобс Сишар“. Међународни концерн „Крафт фудс“ је 1990. дошао у посед већег дела Јакобс Сишара, укључујући и Тоблер.
Концерн „Крафт фудс“ је 2012. подељен на два огранка: „Крафт фудс груп“ (енгл. Kraft Foods Group, Inc.) и „Монделез интернешнел“ (енгл. Mondelēz International, Inc.). Робна марка „Тоблероне“ је припала фирми „Монделез интернешнел“.
Тоблероне се продаје у Аустралији, Бразилу, највећем делу Европе (Аустрија, Бугарска, Француска, Немачка, Мађарска, Холандија, Пољска, Румунија, Србија, Шведска, Швајцарска, Турска, Уједињено Краљевство), Канади, Индији, Новом Зеланду, Сједињеним Америчким Државама.

## Варијанте
Године 1932. компанија Тоблер је направила своју прву пуњену чоколаду Tobler-O-rum.
Од седамдесетих година 20. века, на тржишту су почеле да се појављују и друге врсте чоколаде Тоблероне. Међу њих спадају:
- – (црна чоколада) у зеленој или црној кутији троугластог пресека
- – (бела чоколада) у белој кутији троугластог пресека
- – варијанта ограничене серије са врховима од беле чоколаде у бело/сребрној кутији троугластог пресека
- – млечна чоколада са језгром од беле чоколаде у плавој кутији троугластог пресека
- – појединачно упаковане чоколадне пирамиде
- – пуштено у продају 1997, верзија са једним врхом у карактеристичном паковању
- – пуштено у продају 2007 у жућкасто - љубичастој троугластој картонској кутији
- – у бело - жућкастој кутији са са сликом саћа на себи
- – млечна чоколада од 500 грама, са рељефним приказом Бернског медведа и грбом града Берна на кутији. Ово је једина Тоблероне која није троугластог пресека
- - Танки чоколадни троуглови у жутој кутији троугластог пресека.

## Величине и број врхова
Чоколаде су величине од десет центиметара до скоро једног метра и све су сличних пропорција. Према „Шотовој сваштари хране и пића“ (енгл. Schott's Food & Drink Miscellany) постоје следеће величине и бројеви врхова:
| Величина | Сићушна | Мини | 35 | 50 | 75 | 100 | 200 | 400 | 750 | 4.5 | 102 |
| Врхова   | 3       | 3    | 8  | 11 | 11 | 12  | 15  | 15  | 17  | 12  | 12  |

## Производња
Чоколада „Тоблероне“ се данас производи искључиво у швајцарском граду Берну. Од седамдесетих, па до средине осамдесетих година двадесетог века, фабрика Краш из Загреба је производила по лиценци само једну врсту - млечну чоколаду Тоблероне - искључиво за тржиште Југославије.

## Афера „Тоблероне“
Године 1995. обелодањено је да је шведска посланица Мона Сахлин (швед. Mona Sahlin) купила службеном платном картицом шведског парламента Риксдага (швед. Riksdag), односно новцем пореских обвезника, између осталог и две чоколаде „Тоблероне“. Овај случај је постао познат као „Афера Тоблероне“ и због њега је госпођа Сахлин била принуђена да одустане од кандидатуре за место Председнице владе Шведске. Политичку каријеру је наставила 1998.

## Слични производи
Колумбо, производ Загребачке фабрике Краш је производ сличан чоколади Тоблероне. Чоколада је сличног, дугуљастог паковања трапезастог пресека. Такође је са коштуњавим воћем и медом. Фабрика Краш је седамдесетих и осамдесетих година прошлог века била носилац лиценце Тоблероне за Југославију.
Други производ који се може упоредити са Тоблероне је Махони (Mahony), који производи фирма Шоколат-Фреј У Швајцарској.